# Горный комбайн
Горный комбайн — подземная горная машина для механической отбойки и разрушения породы или полезного ископаемого и удаления их из забоя.
По виду выполняемых работ различают:
- Проходческие комбайны — предназначены для проходки штреков, штолен и других технологических выработок в полезном ископаемом или в пустой породе.
- Очистные комбайны — предназначены для добычи полезных ископаемых в очистном забое (лаве). Очистные комбайны совместно с механизированными крепями и забойными конвейерами образуют механизированный очистной комплекс.

Первый угольный (Горный, горнодобывающий комбайн был сконструирован Алексеем Ивановичем Бахмутским в 1932 году в г. Первомайске Ворошиловоградской области УССР. В том же году комбайн был успешно испытан на шахте Альберт (перед закрытием шахта №1). Изготовлен комбайн был на заводе ЦЭММ (ныне РМЗ им. А. И. Бахмутского).
Комбайн Бахмутского был первой машиной, одновременно выполнявшей зарубку, отбойку и навалку угля в забое. После ряда усовершенствований Горловский завод им. Кирова выпустил в 1939 промышленную серию комбайнов (5 машин типа Б-6-39), которые успешно работали на шахтах Донбасса до начала Великой Отечественной войны в 1941. Конструктивные решения, предложенные Бахмутским, в дальнейшем нашли применение во многих типах советских комбайнов (например, «Донбасс» и «Горняк»).
В начале 1980 года на Баскунчакском солепромысле в Ахтубинском районе Астраханской области был введён в эксплуатацию первый комбайн по добыче соли.

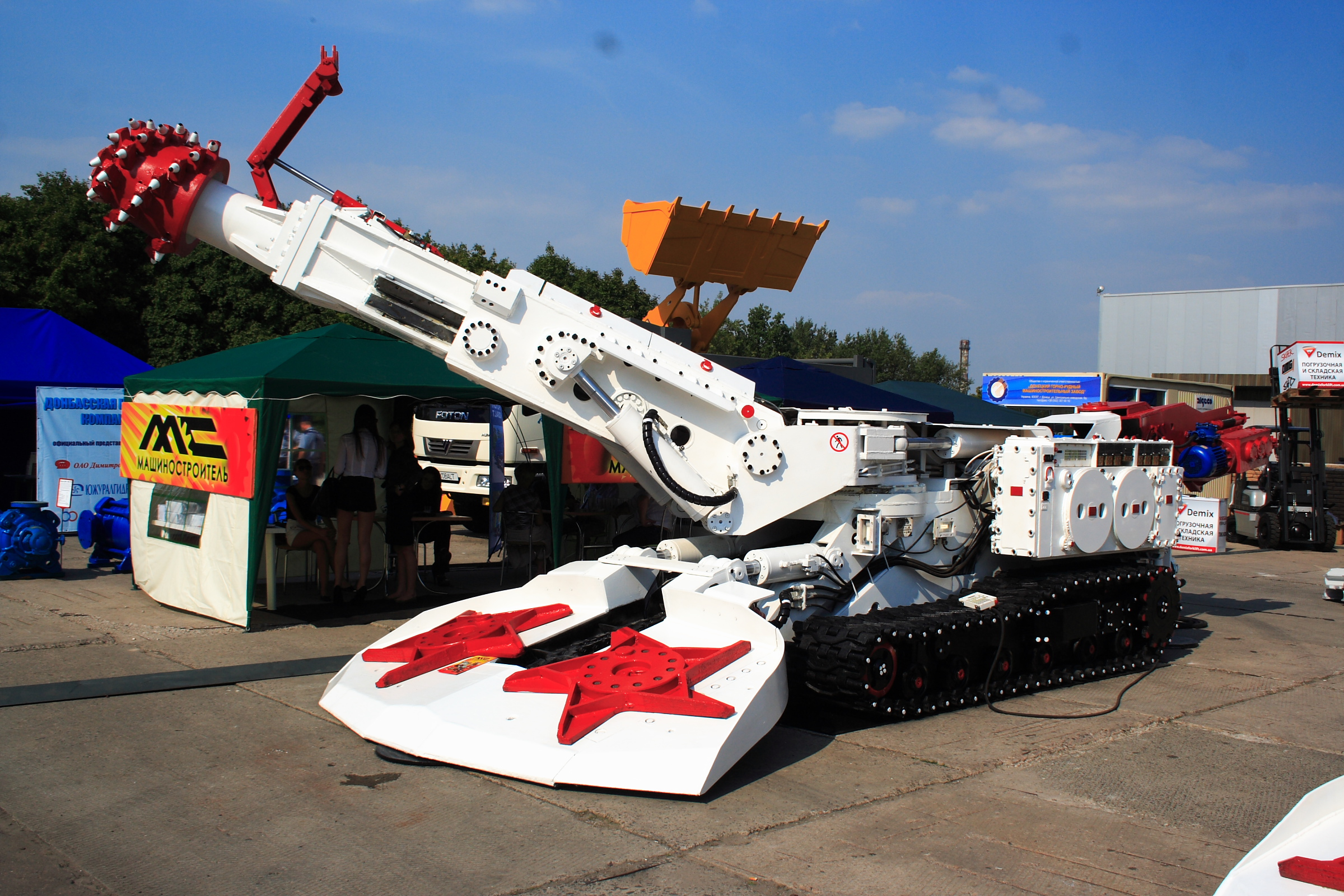
Проходческий горный комбайн на выставке «Уголь/Майнинг-2012» в Донецке
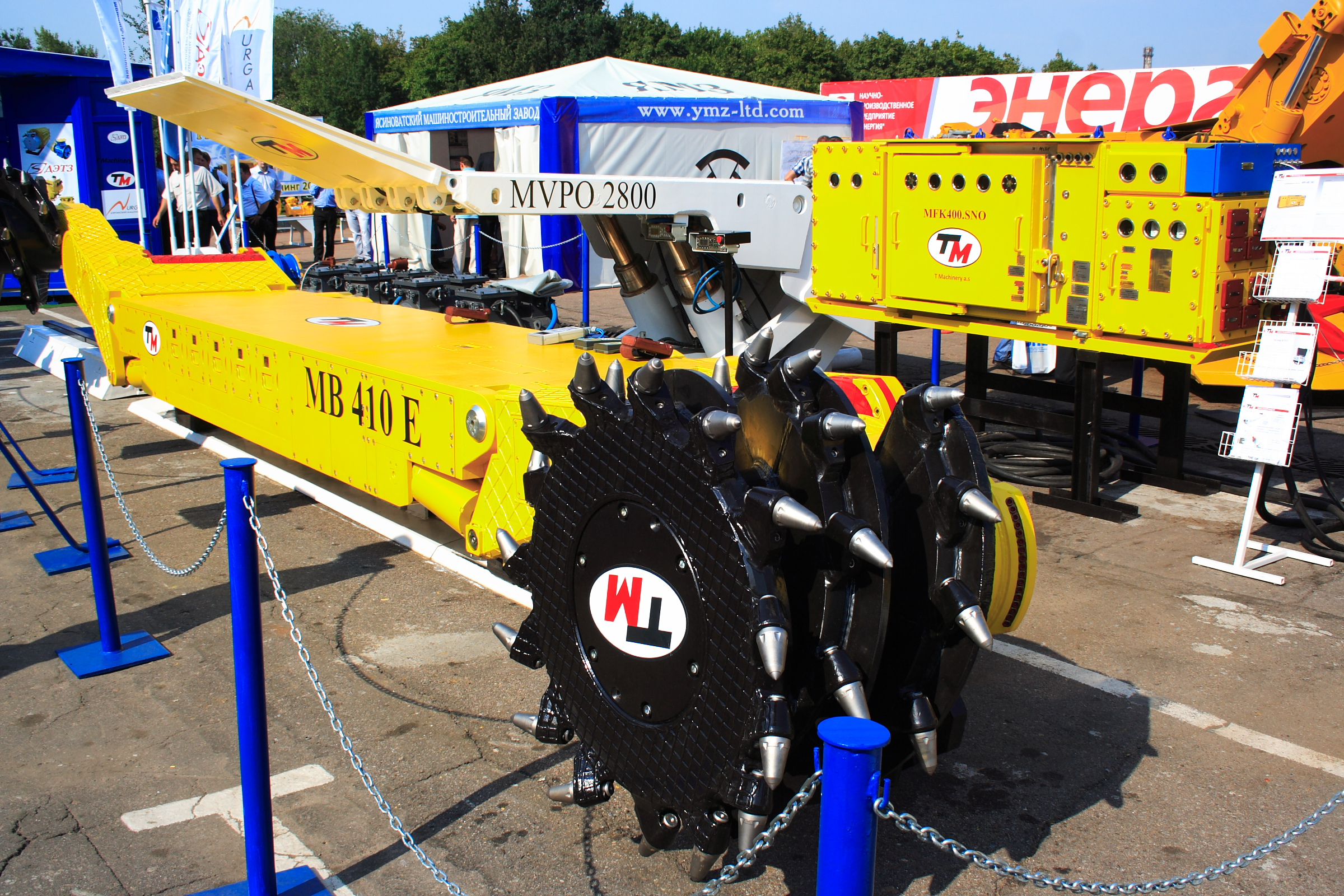
Очистной угольный комбайн